# Powiat de Bolesławiec
Pour les articles homonymes, voir Bolesławiec (homonymie).
Le powiat de Bolesławiec (en polonais powiat bolesławiecki) est un powiat appartenant à la voïvodie de Basse-Silésie dans le sud-ouest de la Pologne.

## Division administrative
- Commune urbaine : Bolesławiec
- Communes rurales : Bolesławiec, Gromadka, Osiecznica, Warta Bolesławiecka
- Communes mixtes : Nowogrodziec